# Nobody's Fault But Mine

Nobody's Fault But Mine är en låt av Led Zeppelin på albumet Presence från 1976. Låten är skriven av Robert Plant och Jimmy Page. Låten är inspirerad en gammal blueslåt "It's Nobody's Fault but Mine" från 1920-talet.
Nobody's Fault but Mine användes flitigt under bandets konserter och var med i repertoaren fram till sista Europaturnén 1980. Låten framfördes vid Led Zeppelins återföreningskonsert i O2-arenan, London den 10 december 2007.